# Wspólnoty administracyjne i związki gmin w Niemczech

Struktura podziału administracyjnego Niemiec

Wspólnoty administracyjne i związki gmin w Niemczech – organizacje, które tworzą plany zagospodarowania, administrują cmentarzami, organizują ochronę przeciwpożarową itp. Zrzeszają one gminy leżące w jednym powiecie.
Na terenie Niemiec, w zależności od kraju związkowego istnieje kilka rodzajów tego typu organizacji:
- wspólnota administracyjna (niem. Verwaltungsgemeinschaft, vereinbarte Verwaltungsgemeinschaft; alem. Verwaltigsgmeinschaft) – organizacja gmin w krajach związkowych Badenia-Wirtembergia, Bawaria, Saksonia, Saksonia-Anhalt, Szlezwik-Holsztyn i Turyngia.
- związek zarządów gmin (niem. Gemeindeverwaltungsverband) – organizacja gmin w krajach związkowych Badenia-Wirtembergia, Saksonia, Saksonia-Anhalt
- gmina związkowa (niem. Verbandsgemeinde) – organizacja gmin w Nadrenii-Palatynacie i w Saksonii-Anhalcie
- związek gmin (niem. Amt) – organizacja gmin w Brandenburgii, Meklemburgii-Pomorzu Przednim i Szlezwiku-Holsztynie
- gmina zbiorowa (niem. Samtgemeinde, dlnniem. Samtgemeen) – organizacja gmin w Dolnej Saksonii
- gmina samodzielna (niem. Einheitsgemeinde) – gminy w Dolnej Saksonii składające się z większej ilości dzielnic
- związek komunalny (niem. Kommunalverband) – powiat połączony z miastem na prawach powiatu w Dolnej Saksonii, Nadrenii Północnej-Westfalii oraz Saarze.